# Philmont Scout Ranch

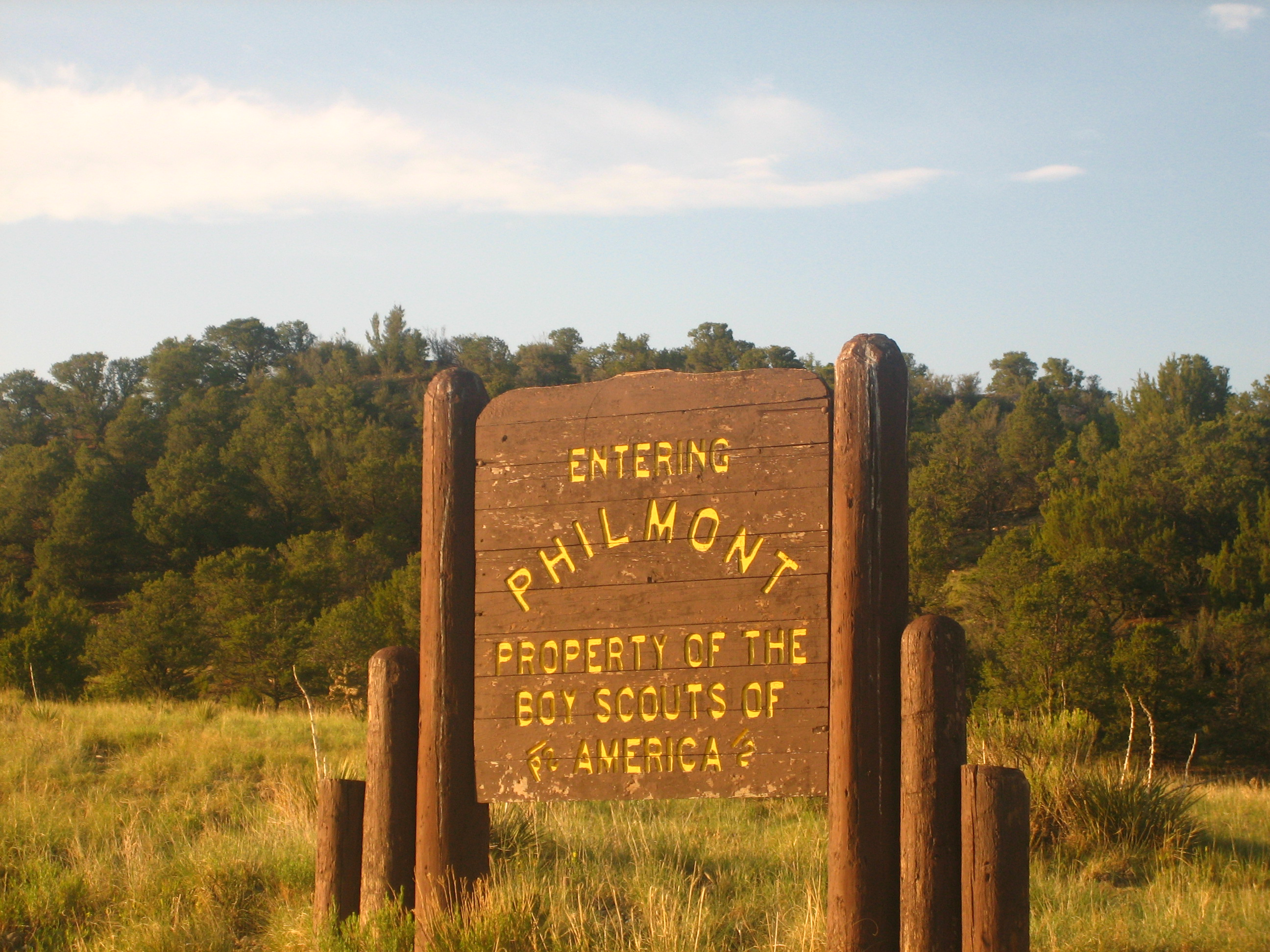
Das Eingangsschild der Philmont Scout Ranch

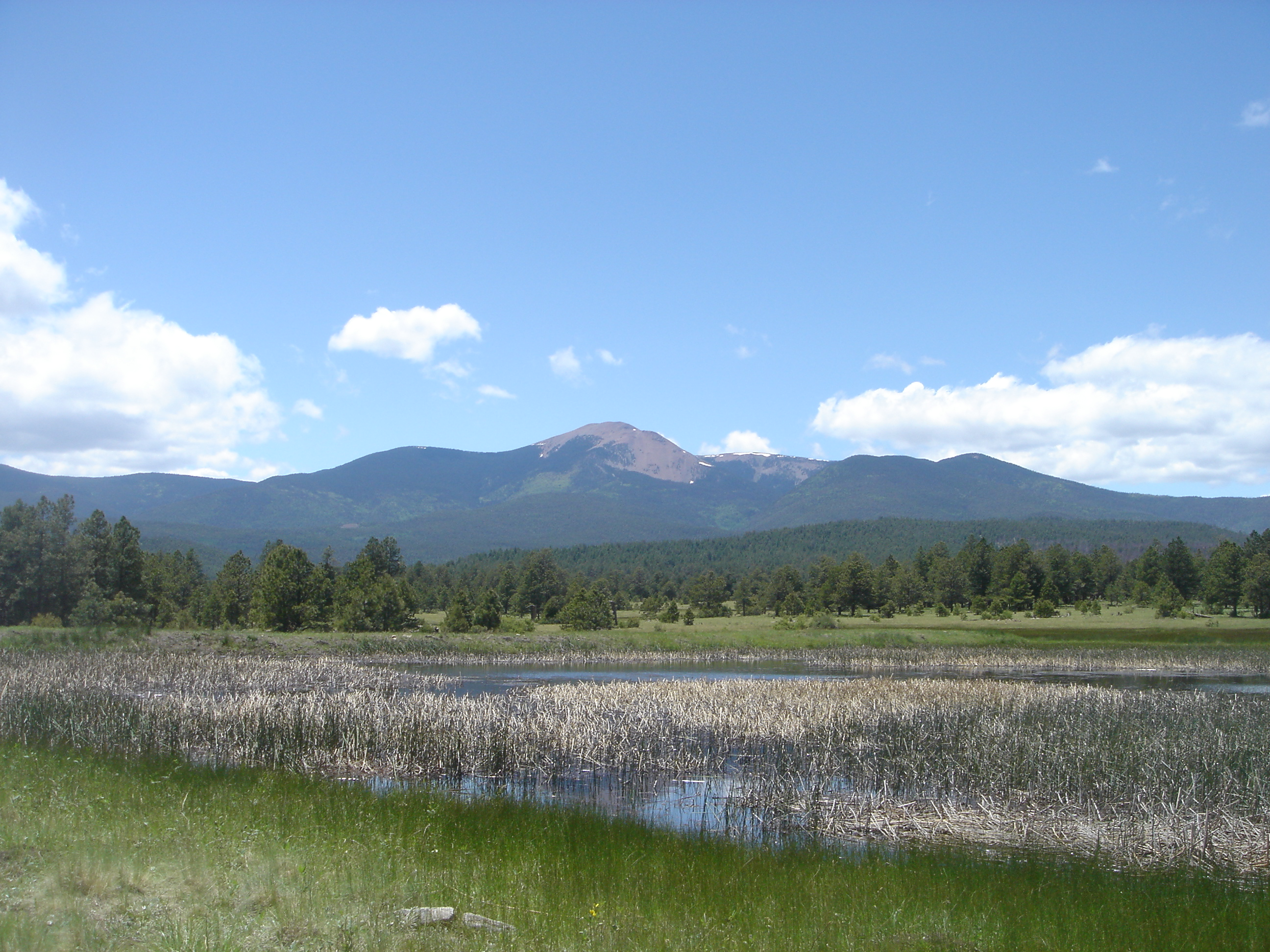
Baldy Mountain von Wilson Mesa aus gesehen

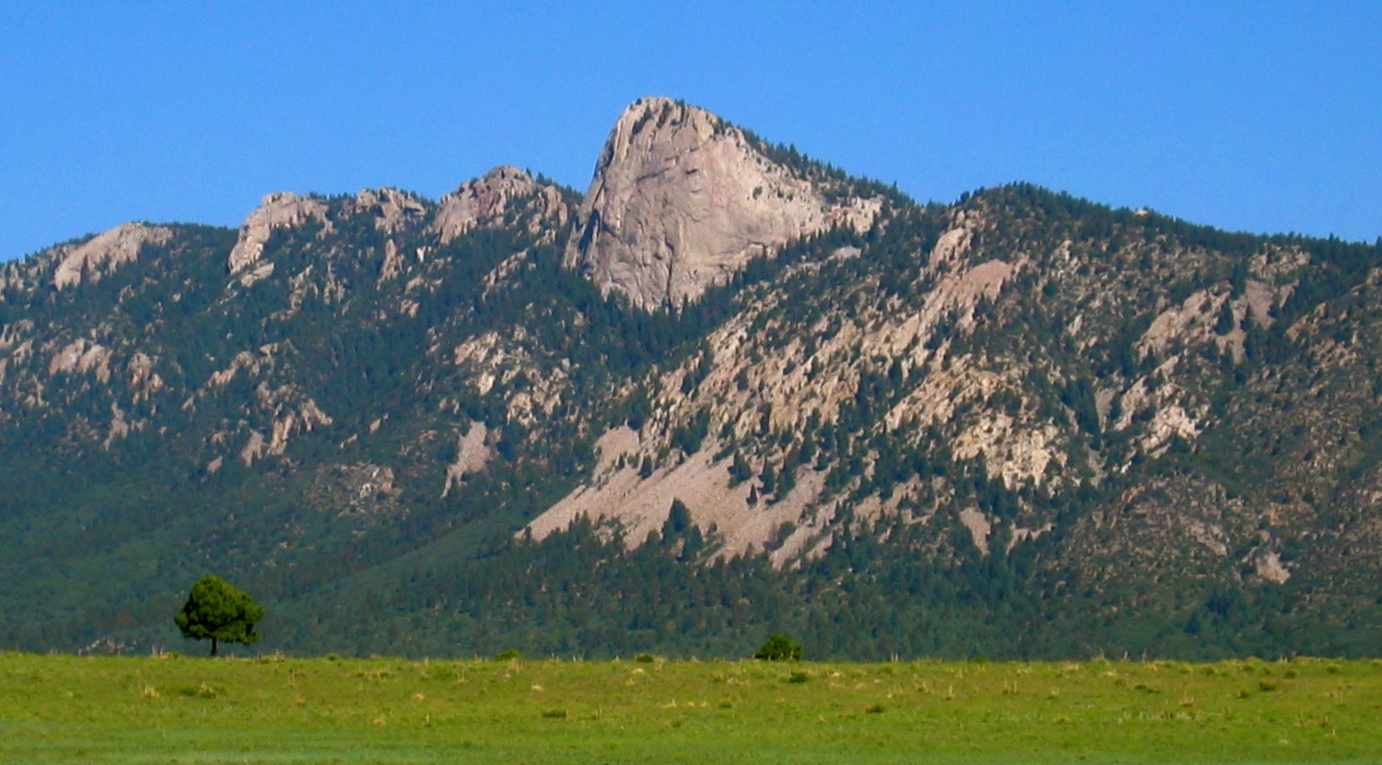
Die Felsformation "Tooth of Time" ist ein Wahrzeichen von Philmont

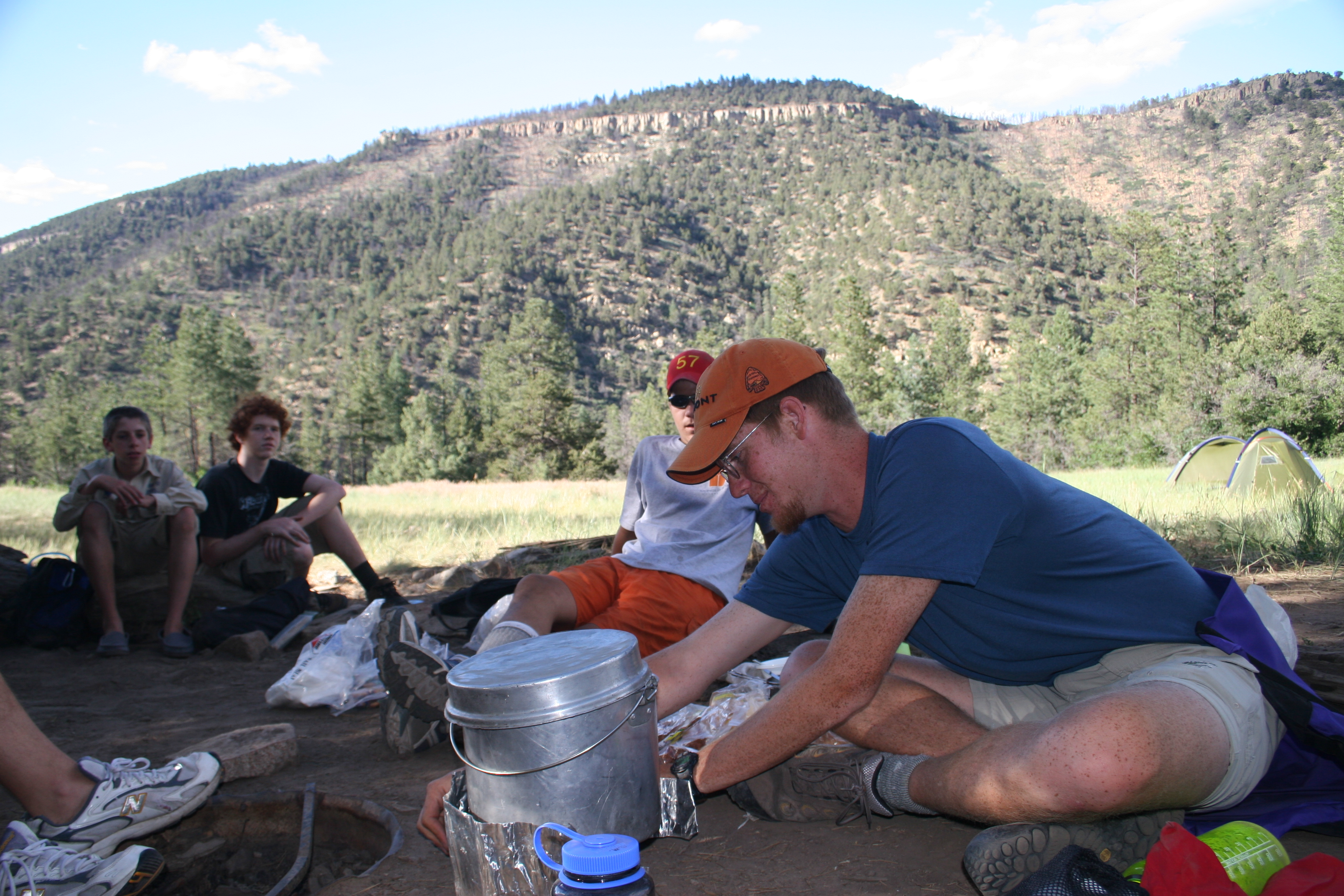
Ein Ranger hilft den Pfadfindern an ihrem ersten Tag auf Philmont

Die Philmont Scout Ranch ist eine große Ranch in der Nähe von Cimarron, einem Ort in New Mexico in den Vereinigten Staaten. Sie liegt inmitten der Wildnis der Sangre de Cristo Mountains in den Rocky Mountains im Norden New Mexicos.
Heute ist die Ranch Eigentum von Scouting America, dem größten US-amerikanischen Jugendverband. 1938 stiftete der Ölbaron Waite Phillips dem Verband ein großes Gelände bei Cimarron in den Rocky Mountains, auf dem die Philturn Rockymountain Scoutcamp entstand. Heute heißt das Camp Philmont Scout Ranch und ist das wichtigste Lagergelände und Ausbildungszentrum des Verbands. Die Bezeichnung Philmont leitet sich vom Namen des Stifters Phillips ab und von der gebirgigen Landschaft.
Die Philmont Scout Ranch dürfte zu den größten Jugendcamps der Welt zählen. Mit einer Fläche von rund 567,3 Quadratkilometern (140.177 Acres) ist sie fast so groß wie Ibiza. Im Jahr 2013 besuchten 35.054 Pfadfinder das Camp. Die Philmont Scout Ranch beschäftigt in der Sommersaison zwischen Anfang Juni und Ende August mehr als 1.130 Mitarbeiter.
Neben der Funktion als Ausbildungslager von Scouting America wird auf Philmont nach wie vor auch eine Ranch betrieben, mit Rinderherden, Bisons und Pferden.
Auf dem Gelände der Philmont Scout Ranch wurde 1983 der weltweit einzige Fußabdruck eines Tyrannosaurus entdeckt und 1994 identifiziert und dokumentiert.

## Einrichtungen auf Philmont

### Hauptquartier

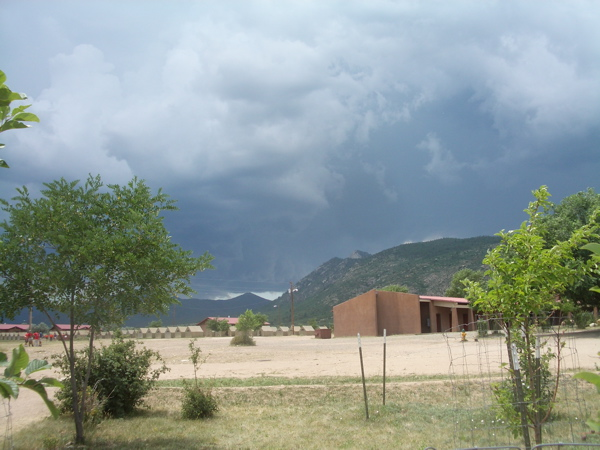
Hauptquartier, Basislager mit Zeltstadt

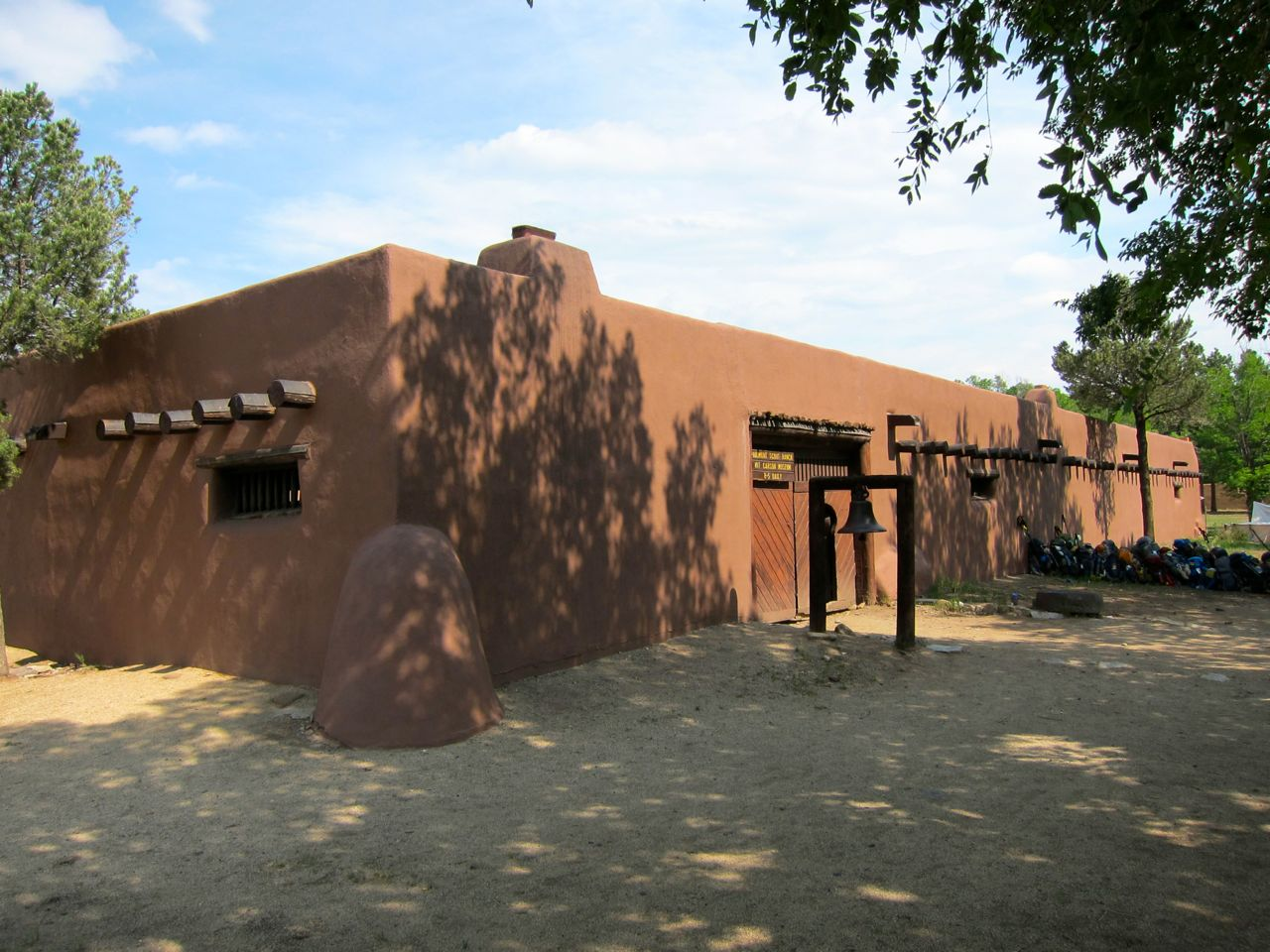
Das Kit Carson Museum

Das Hauptquartier oder Base Camp ist das Verwaltungszentrum von Philmont. Es besteht aus mehreren Gebäuden: Verwaltung, Seton Museum, Villa Philmonte, Philmont Trainingszentrum, Stallungen, Camping Zentrale, drei Zeltstädte und vier Kapellen.

### Camps
Neben dem Base Camp gibt es 34 bemannte und 77 unbemannte Camps (Stand 2012). Die Camps sind ca. 3 km voneinander entfernt. Die Mitarbeiter, die Program Counselors sind im Sommer für die Campprogramme zuständig. Überwacht werden sie vom Camp Director. Die Camps behandeln oft ein bestimmtes historisches oder modernes Thema, beispielsweise Holzfällen, Schmieden, Fallen stellen, Prüfungen (challenges) und Leben im wilden Westen.

### Versorgungsstationen
Die Versorgungsstationen heißen auf Philmont Commissaries. Camper und Wanderer werden zunächst einmal im Servicebereich des Hauptquartiers (Base Camp) versorgt. Darüber hinaus gibt es weitere Versorgungstationen, wo Lebensmittel und Camper-Utensilien verkauft werden. Gruppen können so alle 3–4 Tage bei einer Versorgungsstation vorbeischauen, sich das Notwendige beschaffen und so Gepäckgewicht sparen. Commissaries gibt es in Baldy Town, Phillips Junction, Ute Gulch, Ponil, Apache Springs, Rich Cabins, Ring Place, and Miners Park.

### Villa Philmonte
Die Villa wurde 1926 vom Ölbaron Waite Phillips als Sommerhaus für seine Familie auf seiner Ranch gebaut. Die Architektur orientiert sich am spanischen Kolonialstil des amerikanischen Südwestens. Heute ist die Villa ein Museum und dem Gedenken an den Philmont-Stifter Waite Phillips gewidmet. Die Originaleinrichtung von Phillips ist weitgehend erhalten.

### Chase Ranch
Seit 1. November 2013 betreibt die Philmont Scout Ranch auch die benachbarte Chase Ranch. Die ist, ähnlich wie der Ranchbetrieb auf Philmont, eine Rinderfarm und liegt am Ponil Creek. Die ehemalige Eigentümerin Gretchen Sammis Chase gründete eine Stiftung mit dem Ziel, jungen Menschen Rancher-Erfahrungen zu vermitteln.

### Philmont Museum und Seton Memorial Library
Das Philmont Museum und die Seton Memorial Library befinden sich im Hauptquartier von Philmont. Im Philmont Museum wird die Geschichte, Kunst und die Naturgeschichte der Region thematisiert. Die Seton Memorial Library ist eine Sammlung von Büchern, Kunst und anderen persönlichen Gegenständen von Ernest Thompson Seton, dem Gründer und ersten Chief Scout der Boy Scouts of America.

### Kit-Carson-Museum
Das Kit-Carson-Museum ist ein Lehmbau im Pueblo-Stil in der Gemeinde Taos. Es ist der Familiengeschichte des Pioniers, Trappers, Ranchers und späteren Generals Kit Carson gewidmet, der zusammen mit Lucien Maxwell die Kolonie am Rayado Creek gründete und in diesem Haus wohnte. Außerdem werden Handwerks-, Haushalts- und Landwirtschaftstechniken der 1850er Jahre vorgeführt.

## Berühmte Ex-Mitarbeiter
- Donald Rumsfeld, 1949 Guide (Vorläufer der Ranger),[8] später von 2001 bis 2006 Verteidigungsminister der Vereinigten Staaten.
- Steve Fossett, 1961 Ranger und Mitglied im Philmont Ranch Committee,[9][10] später amerikanischer Milliardär, Flugpionier, Regattasegler und Miteigentümer des Unternehmens Scaled Composites.